# 植木温泉
植木温泉（うえきおんせん）は、熊本県熊本市北区（旧国肥後国）にある温泉。熊本の奥座敷として知られ、湯量は豊富。

## 泉質
- アルカリ性単純泉・単純硫黄泉

滑らかな泉質で、「玉の肌」と形容される。

## 温泉街
菊池川の支流、合志川沿いに旅館が集まっている。大都市に近いながら歓楽色はなく、湯治向けで、宿の規模はさほど大きくない。各旅館は庭園や露天風呂に力を入れている。

## 歴史
1890年（明治28年）代に開かれた温泉で、古くは平島温泉と呼ばれていた。なお、植木町はゲートボール発祥の地とPRしており、ゲートボールの施設がある旅館が多い。

## アクセス
- バス：熊本桜町バスターミナルから九州産交バス山鹿温泉行きに乗車し「植木温泉入口」下車、徒歩20分（1.6㎞）
  - 本数は少ないが、一部植木温泉を経由する便がある。
- 鉄道：JR九州鹿児島本線植木駅からタクシーで22分。
- 自家用車：九州自動車道植木インターチェンジより4.5㎞